# شادية عالم
شادية عالم فنانة تشكيلية سعودية من مواليد سنة 1960 في حي المسفلة بمدينة مكة.

## مسيرتها
حصلت شادية على بكالوريوس في الفن والأدب الإنجليزي من جامعة الملك عبد العزيز في المملكة العربية السعودية.
بدأت مسيرتها الفنية منذ أوائل التسعينات، حيث شاركت في عدة معارض وطنية مختلفة.وهي عضو في كل من «بيت الفنانين التشكيليين» في جدة، و«بيت الفوتوغرافيين» في جدة.
لديها عدة معارض شخصية، منها: «نيجاتيف نو مور» في متحف «كونست» في ألمانيا عام 2005، و«الكل تغير» في «متحف موبرناس» في فرنسا عام 2004.
في مؤسسة بينالي البندقية الإيطالية سنة 2011، عرضت شادية التمثال النحاسي «القوس الأسود» رفقة أختها رجاء عالم، في جناح بلدها الأصلي، الذي كان أول من شارك في بينالي البندقية.
شاركت شادية بأعمالها في معارض دولية مع كبار الفنانين العالميين، في كل من باريس والبندقية وبون وإسطنبول وشنغهاي ودبي، ونقلها ذلك لتحقق حضورها الأهم في المتحف البريطاني بلندن لتعرض عملها المعنون «الحج: رحلة إلى قلب الإسلام» (Hajj: journey to the heart of Islam)، والذي زاد من جمالياته عرض الصور الفوتوجرافية المشتغلة بتقنيات الكولاج وفن البوب، فيما تسمع تسجيلات صوتية لتكبيرات الإحرام وتلبية الحجيج، وزادته الأفلام الوثائقية والمخطوطات والمنسوجات والثياب الشعبية وتكوين الهوادج مزيدا من الألق الفني.
تُقيم شادية في كل من جدة وباريس.